# Wiener Mozart-Ensemble
Das Wiener Mozart-Ensemble ist ein kammermusikalisches Ensemble, welches nach dem Zweiten Weltkrieg von Josef Krips gegründet wurde und seither viele Aufführungen und Schallplatteneinspielungen unternommen hat.

## Geschichte
1945 war die Wiener Staatsoper zerstört worden. Die Mozartsänger fanden sich bereits im selben Jahr wieder zusammen und prägten in den nächsten zehn Jahren bis zur Wiedereröffnung einen kammermusikalischen Stil, der legendär wurde. Josef Krips war jüdischer Herkunft und daher nach dem Krieg der einzige, der als musikalischer Leiter zur Verfügung stand.
Seither hat das Ensemble mit seinem besonderen Stil weltweit Auftritte absolviert und viele Aufnahmen eingespielt.

## Mitglieder

### Sänger
- Elisabeth Schwarzkopf
- Sena Jurinac
- Irmgard Seefried
- Anton Dermota
- Erich Kunz
- Paul Schöffler

### Leitung
- Alfred Jerger
- Oscar Fritz Schuh
- Willi Boskovsky
- Rainer Küchl
- Adolf Holler

## Aufnahmen
- Complete Dances & Marches (Volume I), Decca 1964.
- Complete Dances & Marches (Volume 2), Decca 1964.
- Complete Dances & Marches (Volume 3), Decca 1964.
- Complete Dances & Marches (Volume 4), Decca 1965.
- Complete Dances & Marches (Volume 5), Decca 1965.
- Complete Dances & Marches (Volume 6), Decca 1965.
- Complete Dances & Marches (Volume 7), Decca 1966.
- Complete Dances & Marches (Volume 8), Decca 1966.
- Complete Dances & Marches (Volume 9), Decca 1966.
- Vienna Chamber Music Festival (Mozart, Schubert, Haydn, Beethoven, Clifford Curzon, The Wiener Oktett, The Weller-Quartet) Decca 1966.
- Complete Dances & Marches (Volume 10), Decca 1967.
- Serenades Volume 2, Decca 1968.
- Serenades Volume 1, Decca 1968.
- Serenade Nr. 4 D-Dur / Rondo Für Horn Und Orchester Es-Dur, KV 371 / Divertimento Nr. 2 D-Dur, K. 131 / Divertimento Nr. 1 Es-Dur, K. 113, Decca 1968.
- Dances & Romances, Decca 1970.
- Serenades Volume 3 (Eine Kleine Nachtmusik K525 ∙ Serenade K185), Decca 1970.
- Serenades Volume 4: Serenade No 1 In D Major K100 / A Musical Joke K522, Decca 1971.
- Serenades Volume 5 (Divertimento In G Major, K.63 / Cassation No.2 In B Flat Major, K.99), Decca 1971.
- Serenades Volume 6 Decca, 1973.
- Serenades Volume 7, Serenade No.7 In D Major, K.250 „Haffner“ Decca, 1973.
- Eine Kleine Nachtmusik K 525, Three German Dances, K. 605 And A Musical Joke, K. 522, London Records 1974.
- Divertimenti No.7 In D Major, K.205 & No.11 In D Major, K.251, Decca 1974.
- Mozart Serenades Volume 9, Decca 1975.
- Petite Musique De Nuit - Concerto No. 21 Pour Piano, Decca 1975.
- Tänze Und Märsche, Decca 1978.
- Serenata Notturna - Serenade No.5 in D Major - Divertimento N°1 in D Major (LP, Album), Decca 1979.
- Serenade No 8; Divertimento No 10; Divertimento No 3 (LP, Album, RE), Decca 1980.
- Divertimento No 15; Divertimento No 2 (LP, Album, RE), Decca 1980.
- Violin Concerto In D Major, Op. 62 / Romance No. 2 In F Major, Op. 30 (The Academy Of St. Martin-in-the-Fields, Sir Neville Marriner, Wiener Mozart-Ensemble), Decca 1981.
- Eine Kleine Nachtmusik K 525, Three German Dances, K. 605 And A Musical Joke, K. 522 (Cass, Album), Decca 1984.
- Eine Kleine Nachtmusik „Posthorn“ Serenade, London Records 1987.
- Piano Concertos No.17, No.21 »Elvira Madigan« (CD), Laserlight Digital 1989.
- Dances And Marches, Philips 1990.
- Piano Concertos Nos. 23 & 9 „Jeunehomme“ (CD, Album), LaserLight Digital 1990.
- Eine Kleine Nachtmusik (Salzburg Camerata Academica, CD), LaserLight Digital 1990.
- Eine Kleine Nachtmusik (CD), Music Digital 1993.
- Serenata K100 Divertimenti K113, K136, K137 y K138 (CD, S/Edition), Decca, Ediciones Del Prado 1994.
- Dances & Marches = Tänze & Märsche (Cass), Decca, Music India, PolyGram 1994.
- Mozart Spielt Zum Tanz Auf, Decca.
- Sinfonia Concertante / Clarinet Concerto (CD, Album), W*A*R records.
- Tänze Und Märsche Vol.3, Decca.
- Mozart Edition-6 Serenades-1 (4xCD), Decca.
- Tänze Und Märsche (LP, RE, S/Edition), Parnass, Decca.
- Serenade In D, K320 'Posthorn' / Serenade In D, K185 (CD), Decca.
- Eine Kleine Nachtmusik / Serenata Notturna / Haffner' Serenade / Posthorn' Serenade (2xLP, RE), Decca.
- Ein Musikalischer Spaß (2xLP), Decca.
- Mozart Les Petits Riens / Idomeneo: Ballettmusiken (LP), Decca.
- Mozarts Tänze Und Märsche Vol. 2 (3xLP, Album), Decca.
- Kontertanz "La Bataille", K.535 (CD, Album), Seem Co., Ltd.
- Serenades Volume 1 (LP), Decca
- Tänze und Märsche Vol. 3 (3xLP, Album), Decca.[2]